# Horacio Muñoz
Pour les articles homonymes, voir Muñoz.
Horacio Muñoz (né le 18 mai 1896 à Villa Carampangue (es) – mort le 23 octobre 1976) est un footballeur international chilien, qui évoluait avant. 

## Biographie
Il joue pendant sa carrière de club dans l'équipe chilienne de Club Deportivo Ferroviario Almirante Arturo Fernández Vial. 
En équipe nationale avec le Chili, il est surtout connu pour avoir représenté son pays aux championnats sud-américains de 1917, de 1919 et de 1920.
Muñoz participe ensuite à la coupe du monde 1930 en Uruguay, sélectionné par l'entraîneur György Orth.
Le Chili est dans le groupe de la France, l'Argentine et du Mexique. Les Chiliens finissent 2es du groupe A derrière l'Argentine, mais cela ne suffit à les qualifier pour les demi-finales.